# Gustave Cler
Jean Joseph Gustave Clèr, noto anche semplicemente come Gustave Cler (Salins-les-Bains, 10 dicembre 1814 – Ponte Vecchio di Magenta, 4 giugno 1859), è stato un generale e scrittore francese.

## Biografia

### I primi anni
Figlio del direttore delle importanti saline di Salins les Bains, Jean Joseph Gustave Clèr cominciò gli studi nel collegio di questo paese. Vivace ed impetuoso, pare non desse però grandi soddisfazioni ai suoi professori, compensando la mancanza di applicazione con una pronta intelligenza. Si sa che però fu molto apprezzato da insegnanti e compagni d'arme per il coraggio, la franchezza ed il buon carattere. Nel novembre del 1832 fu ammesso alla scuola speciale militare di Saint Cyr, a Parigi.

### La carriera militare
Nel 1832 fu nominato sottotenente del 21º Reggimento di fanteria di guarnigione a Perpignan. Tre anni dopo, promosso tenente, riconosciuto come ottimo disegnatore, fu incaricato dei rilievi topografici della regione. Il buon lavoro gli valse i complimenti e l'appoggio del generale Conte de Castellane (rinomato per i propri modi bruschi e per la sua severità). Il reggimento fu dislocato a Parigi e per la seconda volta il tenente Clèr ritornò nella capitale francese. Pare che non gradisse la vita parigina e, dopo la sua nomina a capitano, nell'aprile 1841, chiese il trasferimento nella fanteria leggera in Africa. Nominato aiutante maggiore approfittò del suo soggiorno africano per compiere gli scavi nelle rovine cartaginesi e romane dalle quali riportò in Francia monete e vasellame che donerà al museo del suo paese natale. Risultò tra i vincitori del concorso per il grado di maggiore nel 1845 divenendo il più giovane ufficiale superiore dell'Armée. Nell'aprile 1846 fu al 6º Reggimento fanteria leggera di Montbrison. Si trovò ad Avignone durante la rivoluzione di febbraio del 1848 venendo apprezzato per la sua moderazione. Promosso tenente colonnello a Lione nel 1852, fu nominato presidente della guerra della regione. Uomo d'azione, appreso della creazione dei tre reggimenti di zuavi si candidò al comando di uno di essi. Aggregato al 2º Reggimento ad Orano ne sostituì il fondatore colonnello Vinoy, in un periodo di malattia. Prima di imbarcarsi per questa destinazione, ricevette a Parigi, dalle mani del presidente della repubblica Luigi Napoleone Bonaparte, l'aquila e la bandiera del 2º Reggimento zuavi. Nella campagna d'Africa si distinse e divenne colonnello del reparto il 10 agosto 1853: il corpo di spedizione francese che comprendeva anche 1200 uomini del 2º zuavi sbarcò in Crimea il 24 settembre 1854 e Clèr si distinse nell'assedio della collina de l'Alma, sulla quale piantò la bandiera francese. Il 5 marzo 1855 fu elevato al grado di generale di brigata e posto al comando del 62º e 73º fanteria di linea. La sua condotta in Crimea gli valse la Legion d'onore. La riorganizzazione della Guardia imperiale nel 1856 lo vide alla testa della 1ª Brigata di fanteria composta da zuavi, granatieri e gendarmi a piedi.

### La Battaglia di Magenta
Gustave Clèr comandò la brigata della Guardia nella Campagna d'Italia. Venne mortalmente colpito a Ponte Vecchio di Magenta, in una fase critica della conquista del ponte sul Naviglio Grande, dopo continui, infruttuosi e sanguinosi assalti, in un ennesimo tentativo, alla testa dei suoi soldati, in una carica di baionetta. Il suo corpo fu ritrovato solo dopo tre ore, passata la confusione degli scontri, alla fine della battaglia, integro ma privato della spada alla turca, delle spalline e delle decorazioni, abitudine austriaca nei confronti di prigionieri e morti nemici.
Grazie al diretto interessamento di Napoleone III, il corpo del generale venne rimpatriato a Salins nel settembre del 1859. Ad attendere il feretro in città si trovavano il prefetto, il viceprefetto ed il sindaco della città con altri sindaci di città limitrofe, oltre all'aiutante di campo personale del principe Bonaparte. Infine venne sepolto nel cimitero poco distante l'attuale municipio.

## Omaggi

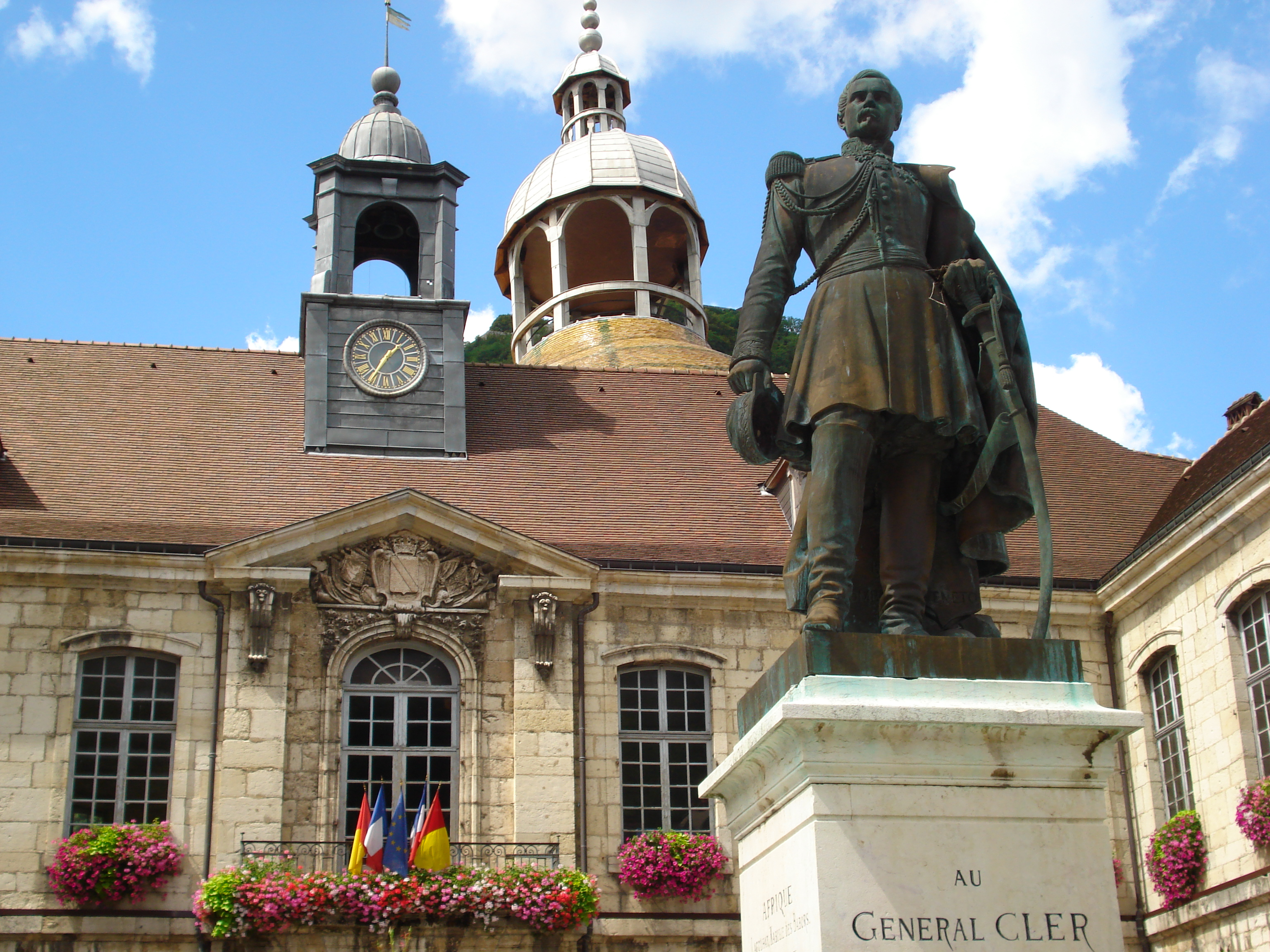
Statua del generale Cler davanti al municipio di Salins-les-Bains.

Nell'agosto del 1865 la città di Salins-les-Bains approvò la proposta per la costruzione di un monumento al generale Cler proprio davanti al municipio cittadino. Lo scultore Jean-Joseph Perraud venne incaricato della realizzazione dell'opera. Durante la seconda guerra mondiale, nel 1943, i tedeschi requisirono la statua e diedero ordine di smontarla per poterla poi fondere al fine di ricavarvi del bronzo; le autorità locali però presero tempo e la accatastarono momentaneamente in un deposito della città. Venne riposta in loco l'11 novembre 1944 con l'aiuto di una gru americana.
Una strada di Parigi nel 7º arrondissement è dedicara al generale Cler dal 1864. La città di Magenta gli ha dedicato anch'essa una via.

## Le Opere
- Cler, Jean Joseph Gustave. Souvenirs d'un officier du 2me de zouaves. Paris: M. Lévy frères, 1863.